# Resolutie 1377 Veiligheidsraad Verenigde Naties
Resolutie 1377 van de Veiligheidsraad van de Verenigde Naties werd unaniem door de VN-Veiligheidsraad aangenomen op 12 november 2001.

## Inhoud

### Resolutie
De Veiligheidsraad:
- Besluit aangehechte verklaring inzake de globale inspanning om tegen terrorisme te strijden aan te nemen.

### Annex
De Veiligheidsraad verklaarde dat terreurdaden in de 21e eeuw een van de grootste bedreigingen van de internationale vrede en veiligheid waren geworden. Ze bevestigde dat terreurdaden ongeacht hun motivatie niet te rechtvaardigen misdaden zijn. Ze brengen onschuldige levens en de veiligheid en waardigheid van de mens in
gevaar en zijn ook een bedreiging van de sociale en economische ontwikkeling en de globale stabiliteit en vooruitgang. Alle lidstaten moesten dan ook samenwerken aan de strijd ertegen en elkaar bijstaan bij het uitvoeren van resolutie 1373.
Het Antiterrorismecomité van de VN werd gevraagd manieren te zoeken voor die bijstand, zoals:
- Het opstellen van modelwetten,
- Het terbeschikkingstellen van technische, financiële en juridische programma's,
- Synergiën tussen die programma's.

## Verwante resoluties
- Resolutie 1368 Veiligheidsraad Verenigde Naties
- Resolutie 1373 Veiligheidsraad Verenigde Naties
- Resolutie 1438 Veiligheidsraad Verenigde Naties (2002)
- Resolutie 1440 Veiligheidsraad Verenigde Naties (2002)

Lijst ·  1335 ·  1336 ·  1337 ·  1338 ·  1339 ·  1340 ·  1341 ·  1342 ·  1343 ·  1344 ·  1345 ·  1346 ·  1347 ·  1348 ·  1349 ·  1350 ·  1351 ·  1352 ·  1353 ·  1354 ·  1355 ·  1356 ·  1357 ·  1358 ·  1359 ·  1360 ·  1361 ·  1362 ·  1363 ·  1364 ·  1365 ·  1366 ·  1367 ·  1368 ·  1369 ·  1370 ·  1371 ·  1372 ·  1373 ·  1374 ·  1375 ·  1376 ·  1377 ·  1378 ·  1379 ·  1380 ·  1381 ·  1382 ·  1383 ·  1384 ·  1385 ·  1386